# Pechova Lhota
Pechova Lhota (německy Pech Lhota) je vesnice, část obce Hrejkovice v okrese Písek v Jihočeském kraji. Leží dva kilometry severně od Hrejkovic a sedm kilometrů severozápadně od Milevska.

## Historie
První písemná zmínka o vesnici pochází z roku 1421, kdy byla ves zastavena králem Zikmundem Matěji Brusovi z Kovářova. Roku 1461 přešla ves pod orlické panství. V 16. století patřila milevskému klášteru a posléze opět připadla k orlickému panství.
Sbor dobrovolných hasičů byl založen roku 1892.

## Obyvatelstvo
| Rok            | 1869 | 1880 | 1890 | 1900 | 1910 | 1921 | 1930 | 1950 | 1961 | 1970 | 1980 | 1991 | 2001 | 2011 | 2021 |
| -------------- | ---- | ---- | ---- | ---- | ---- | ---- | ---- | ---- | ---- | ---- | ---- | ---- | ---- | ---- | ---- |
| Počet obyvatel | 420  | 432  | 385  | 416  | 379  | 353  | 376  | 267  | 263  | 228  | 201  | 167  | 128  | 137  | 137  |
| Počet domů     | 47   | 45   | 48   | 50   | 50   | 58   | 68   | 71   | 64   | 61   | 53   | 65   | 72   | 73   | 74   |

## Obecní správa
Při sčítání lidu v letech 1850–1975 Pechova Lhota byla samostatnou obcí, se kterým patřila nejprve do okresu Milevsko, ale od roku 1960 v okrese Písek. Od 1. ledna 1976 je částí obce Hrejkovice v okrese Písek.

## Pamětihodnosti
V Pechově Lhotě se nachází několik kapliček a křížů.
- Gotizující kaple Panny Marie a svatého Václava se nachází na návsi. Byla postavena na místě původní kaple z roku 1788, která byla zasvěcena svatému Janu Nepomuckému. Kapacita původní kaple nepostačovala a tak bylo rozhodnuto postavit novou. Ale pro nedostatek financí k této stavbě došlo až po finanční sbírce místních občanů. Také se na stavbě kaple podíleli svou prací. Stavba byla započata v roce 1926. Rok poté byla stavba dokončena a kaple byla vysvěcena.[9]Další rekonstrukcí prošla kaple v roce 1969 a 2006.[4] Krom kaple byl opraven i kříž před ní. Kaple má obdélníkový půdorys, vrchol je ukončený věžičkou.[10] Zvonek ve věžičky je z původní kaple. Byl zakoupen roku 1889. Původní zvon toho roku praskl.[4] Na zadní části střechy je původní křížek, který býval na věži původní kaple.[4] Původní výmalba je na stropě i na stěnách. Každou první sobotu v měsíci je v ní sloužena mše.
- Vedle kaple se nachází , který býval i před původní stavbou.[11]
- Druhou kapličkou je kaple Panny Marie Lurdské a andělů strážných na Vinici.[12]Nachází se na kopci severně od vesnice. Byla postavena na soukromém pozemku místního krejčího Čeňka Zítka za peněžní pomoci a spoluúčasti ostatních místních občanů. Kaple byla postavena roku 1906.[4] V tomto roce vypukl v obci veliký požár od úderu blesku a dům, kde krejčí bydlel byl ušetřen. Učinil slib andělům strážným a jako projev poděkování byla téhož roku postavena tato kaple.[4] Děkovná procesí byla dvakrát do roka a trvala až do vypuknutí první světové války. V dalším roce přistavil pan Zítek ke kapli zadní výklenek a na své náklady i novou věžičku.[4] Před kaplí bylo sousoší Kalvárie. Do výklenku vzadu byla umístěna socha Panny Marie Lurdské, která byla darem z Ameriky.[4] Za druhé světové války byla kaple i s Kalvárii poničena. Díky obecní sbírce byla v roce 1969 opravena nejen kaple, ale i okolí.[4] V roce 2008 byla opravena.
- Na stromě vedle této kaple je zavěšený svatý obrázek Panny Marie Čenstochovské.[13]
- Výklenková kaple svatého Jana Nepomuckého se nachází v středu vesnice, v terasu. Má též jméno po svém zakladateli. Podle vyprávění se v roce 1944 zdál živý sen panu Štvánovi. Při nedělní návštěvě kovářovského kostela se mu zdálo, že socha Jana Nepomuckého mluví a pohybuje se. Tak si dodal odvahy a otázal se svatého, kdy skončí válka a jak dopadne. Dostal odpověď, že konec se blíží a dopadne dobře pro místní. Pan Štván z radosti slíbil za brzké ukončení války postavení kaple ve svém plotě, který se chystal opravit.[14] Po ukončení války byl tento slib splněn a výklenková kaple byla postavena. Zedník, který ji stavěl, věnoval dřevěnou sochu světce. Později byla zcizena. Do kaple byla instalována sádrová replika, která byla také odcizena. Tak byly vyřezány rovnou dvě sochy světce, které byly také zcizeny.[15]
- Pomník padlým v první světové válce je umístěný vpravo od vchodu do kaple. Jsou na něm vyryta jména místních občanů, kteří padli na frontě. Pod touto deskou je zazděný podstavec, na kterém v původní kapli stávala socha světce.[10] Tato deska má na sobě letopočet 1788 a následně byl vytesán další 1926. Jedná se o data založení kaplí.[4]
- Kameníkův kříž je postavený na místě, kde býval dřevěný protireformační kříž. Zbytky tohoto kříže jsou vsazeny do horní části kříže. Jedná se o jediný kříž v píseckém regionu, který má takovouto relikvii. Kamenný kříž byl postavený roku 1832, tato datace je na podstavci kříže. Postavit jej nechal místní občan Čmolík.[16]
- Lumpusův kříž se nachází také ve vsi u komunikace směrem k Níkovicům proti místnímu kravínu.[17]
- Kocábův kříž je také kamenný a je také u komunikace z vesnice směrem ke Kostelce nad Vltavou. Byl postavený roku 1892 místním občanem Josefem Dvořákem.[18]
- Kříž u Matouše se nachází u rybníka Smíšek u bývalé cesty do Vepic. Je také kamenný, ale je neudržovaný. Podle datace byl postavený roku 1936 na místě, kde tragicky zahynul občan z nedalekých Vepic, když byl zavalený naloženou fůrou, kterou táhli splašení koně.[19]
- Houserův kříž je kamenný kříž v ohrádce. Nachází se u komunikace z Kovářova do Milevska na křižovatce do vesnice. Byl postavený na soukromém pozemku místního občana Dvořáka roku 1894. Pověst, která se vztahuje k tomuto kříži praví, že v obci strašilo. Zjevovala se zde malá světélka, která nechtěla odejít ze vsi, dokud neodejde alespoň jedno děvče do kláštera. Nakonec do kláštera odešlo dvacet čtyři dívek a strašidelná světélka ze vsi navždy zmizela.[20]
- Kolasův kříž se nachází zhruba půl kilometru od kaple Panny Marie a andělů strážných na Vinici v polích. Je nedaleko v pahorku u modré turistické značky. Původně stával na hřbitově. Sem jej nechal roku 1926 přemístit Václav Zítek k bývalé cestě do Vesce.[21]
- Koškův kříž se nachází na samotě, kde se říká U Košků. Kříž nechal postavit po svém šťastném návratu z fronty a na počest svých padlých kamarádů roku 1918 Vincenc Vejrostek.[22]
- Šimečkův kříž se nachází u komunikace do Hrejkovic. Byl postavený roku 1903 a téhož roku byl vysvěcený. Postavit si jej nechal místní občan Josef Šimeček.[23]
- Benešův kříž je v polích za kravínem, za vsí. Byl postavený roku 1918 Barborou Baštýřovou. Je to drobný křížek na kamenném podstavci.[24]
- Hrunkův kříž se nachází po levé straně cesty vedoucí k vrchu Vinice. Zde bylo poslední místo, kde se zemřelý loučil se svou rodnou vesnicí, Touto cestou se ubíraly pohřební průvody na hřbitov. Původně zde stával dřevěný kříž. Na podstavci kříže je špatně čitelná datace 1824 a podle místní kroniky se jedná o nejstarší kříž v obci. Kříž byl rekonstruován roku 1930 místním občanem Hrunkem, který odešel do Ameriky za prací.[25]
- Fialův kříž se nachází přímo ve vesnici. Původně zde vedla stará cesta k Přílepovu. Je v kamenném terasu a vedou k němu kamenné schody. Byl postavený roku 1903 Matějem Jedličkou.[26]

V dubnu 2015 byly prohlášeny za kulturní památku poloroubené chlévy usedlosti čp. 6.

## Galerie

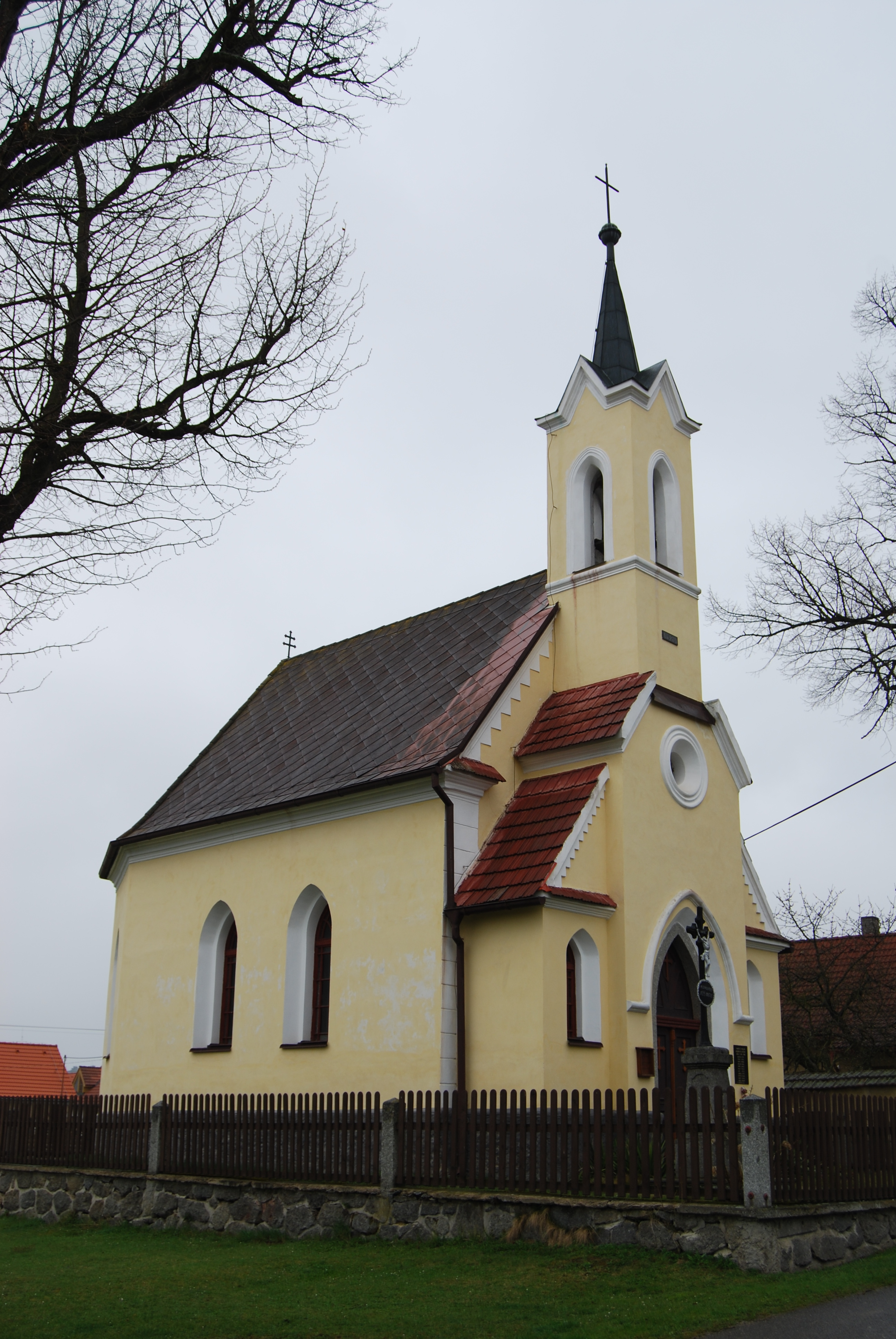
Návesní kaple Panny Marie a Svatého Václava
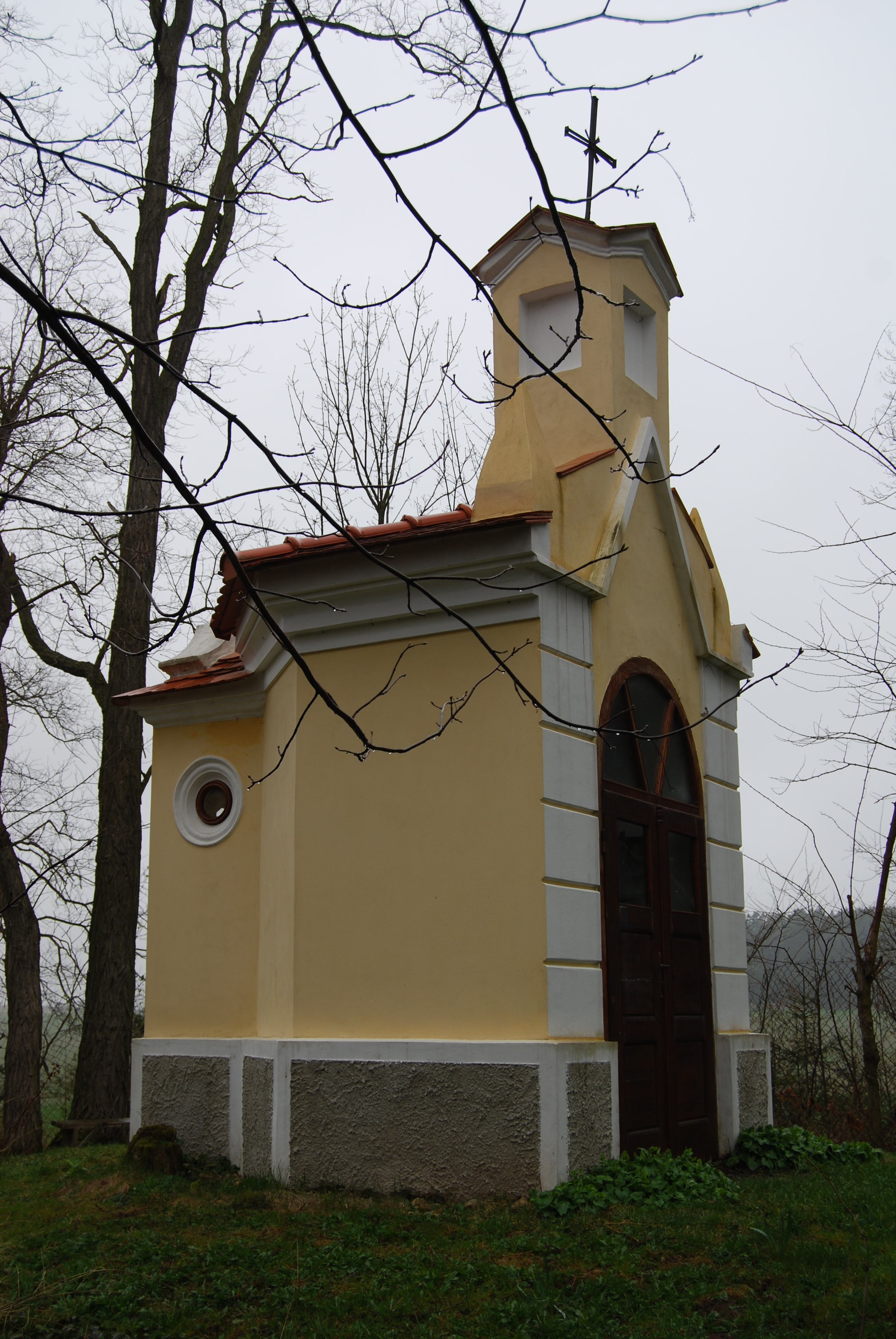
Kaple Panny Marie Lurdské a andělů strážných na Vinici
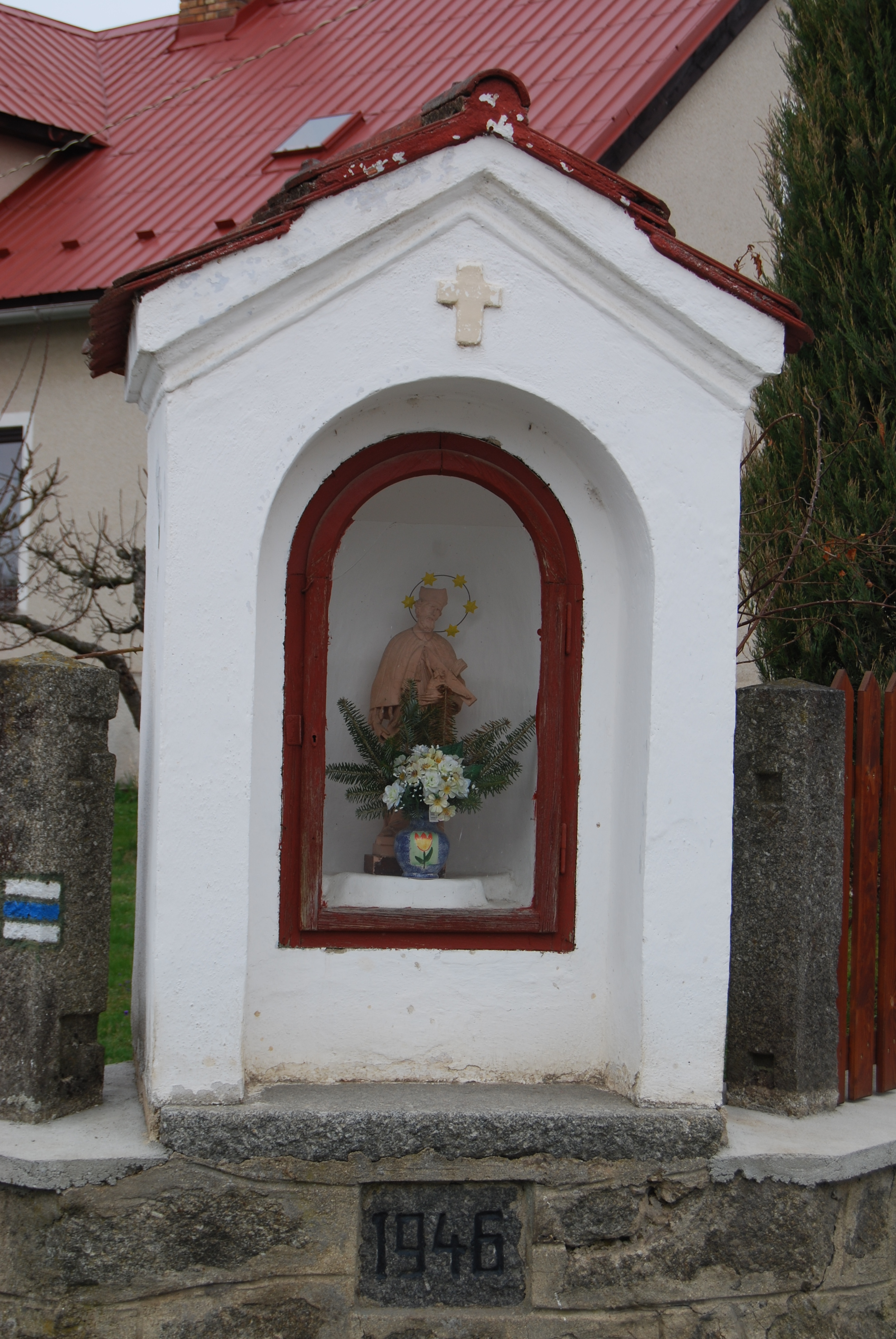
Štvánova (Matuškova) výklenková kaple
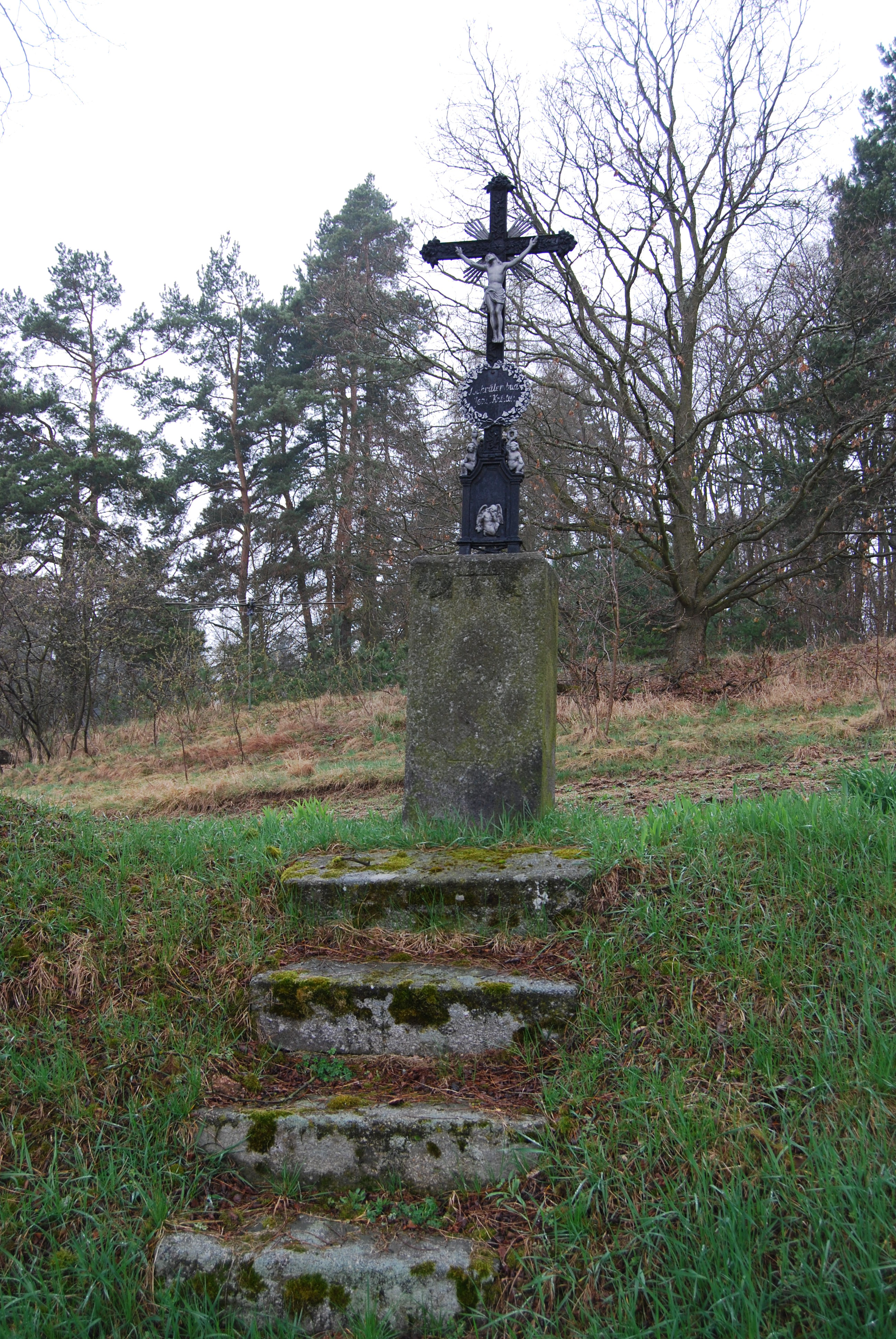
Hrunkův kříž ve směru na vrch Vinice
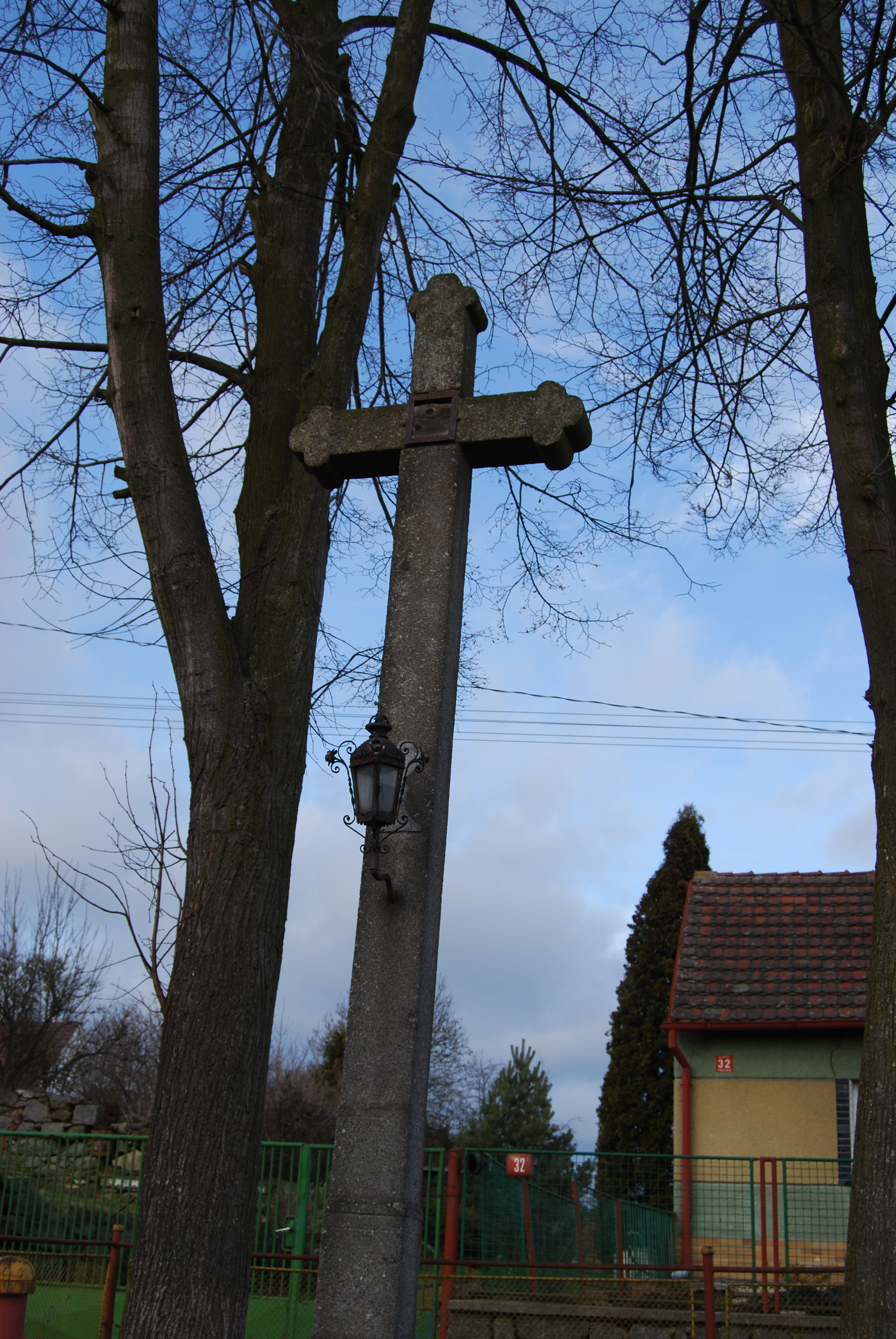
Kameníkův kříž z roku 1832
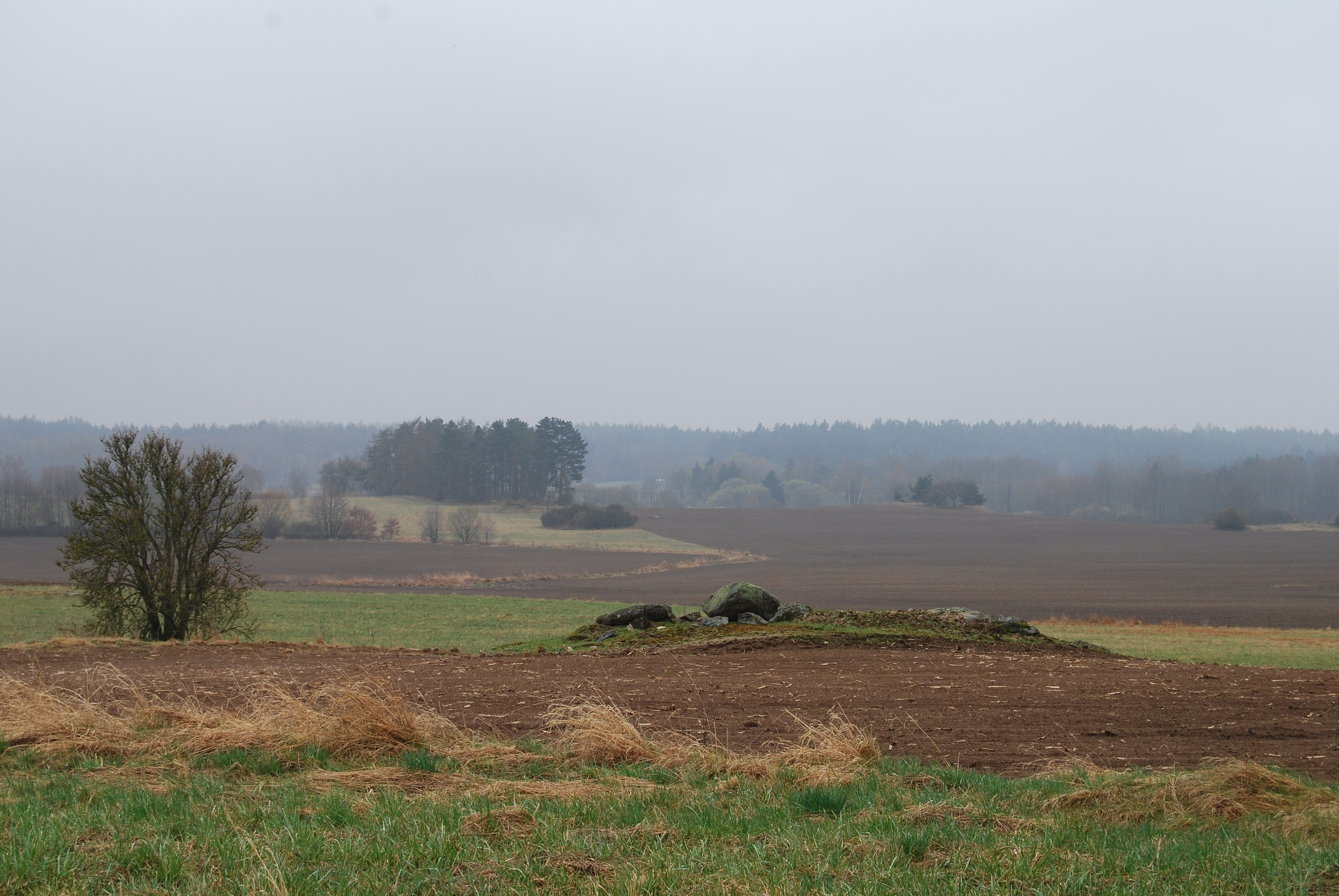
Pohled na okolí vesnice
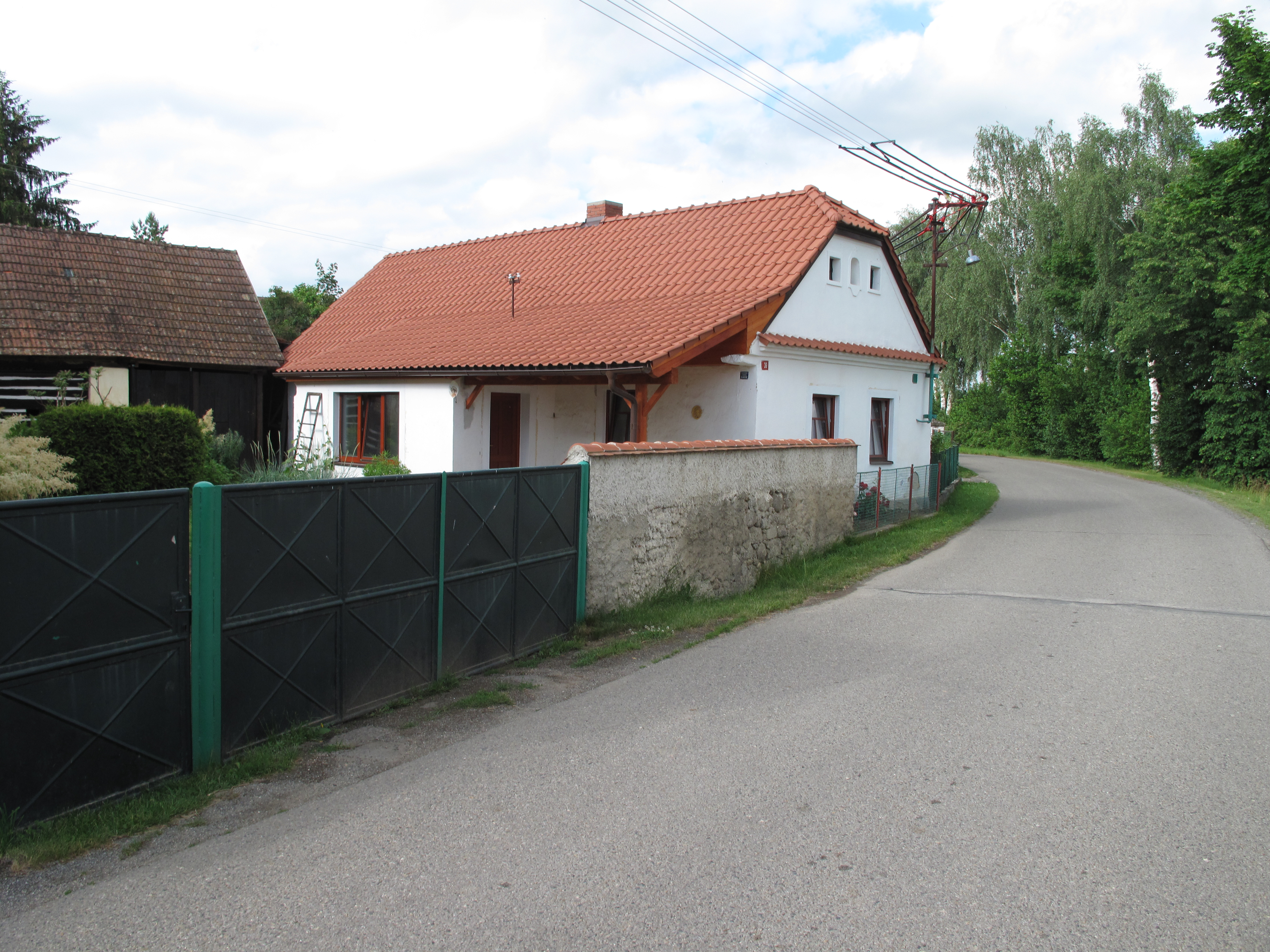
Dům u cesty
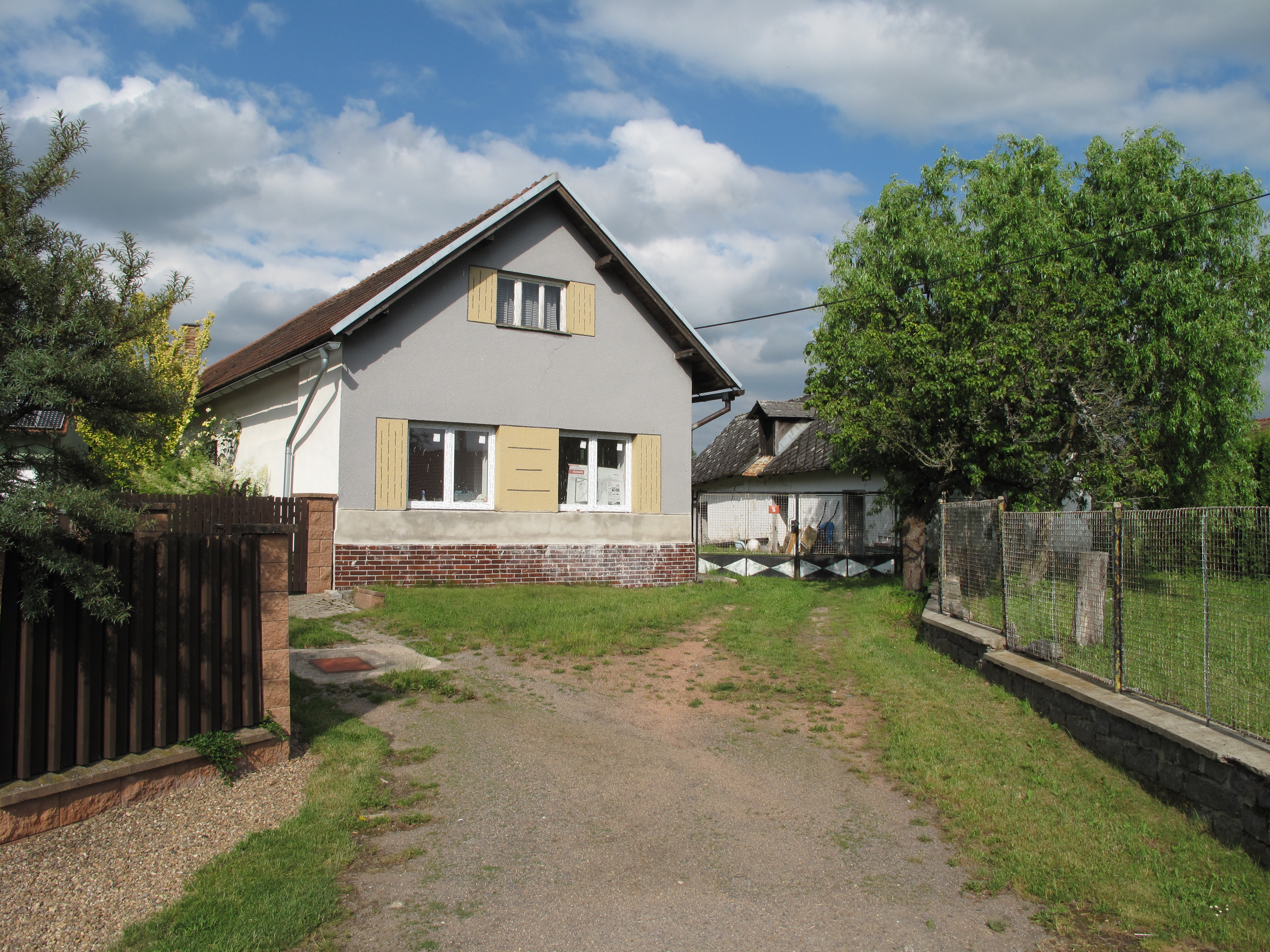
Dům
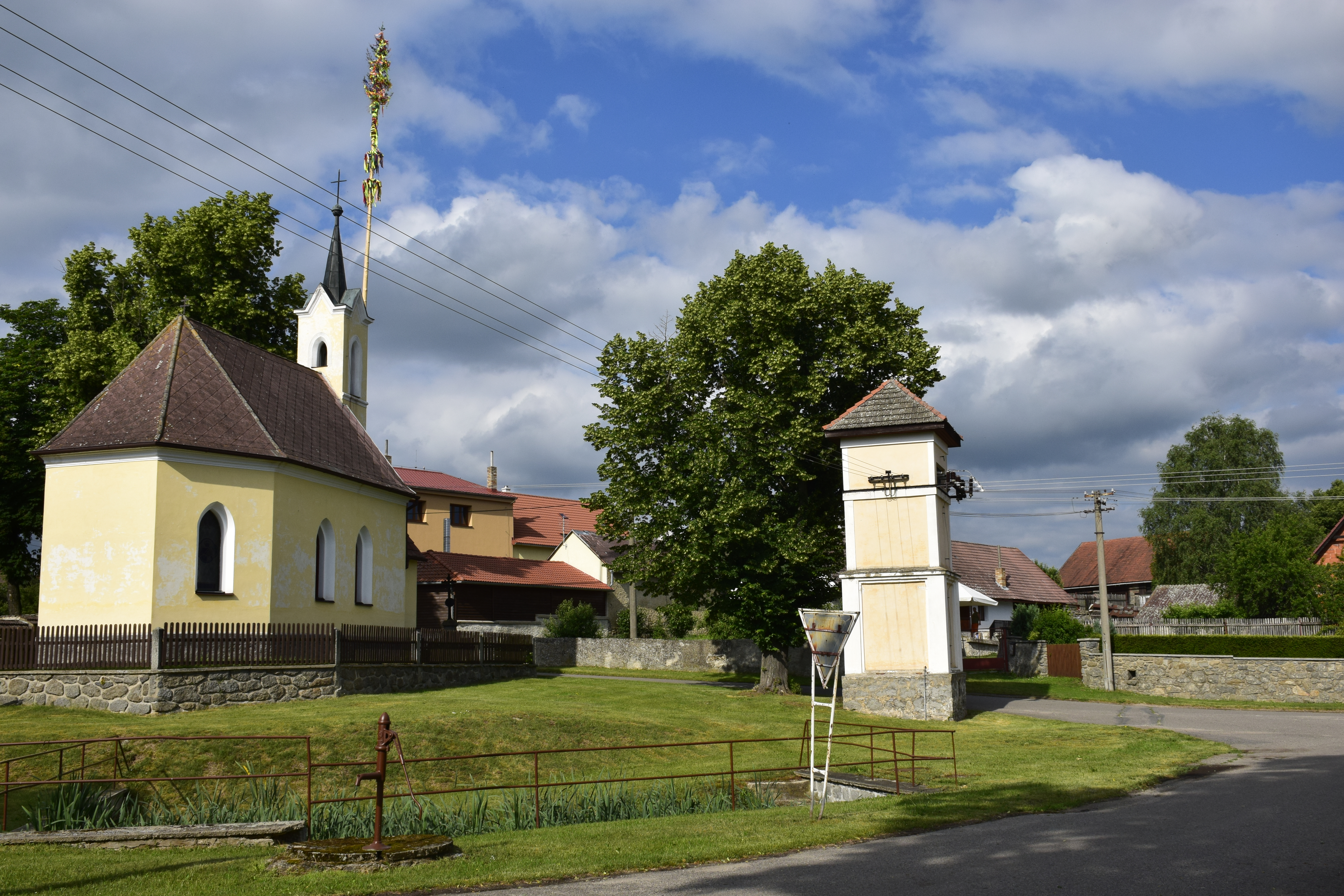
Kaplička a za ní majka jako součást svatby (červen 2019)
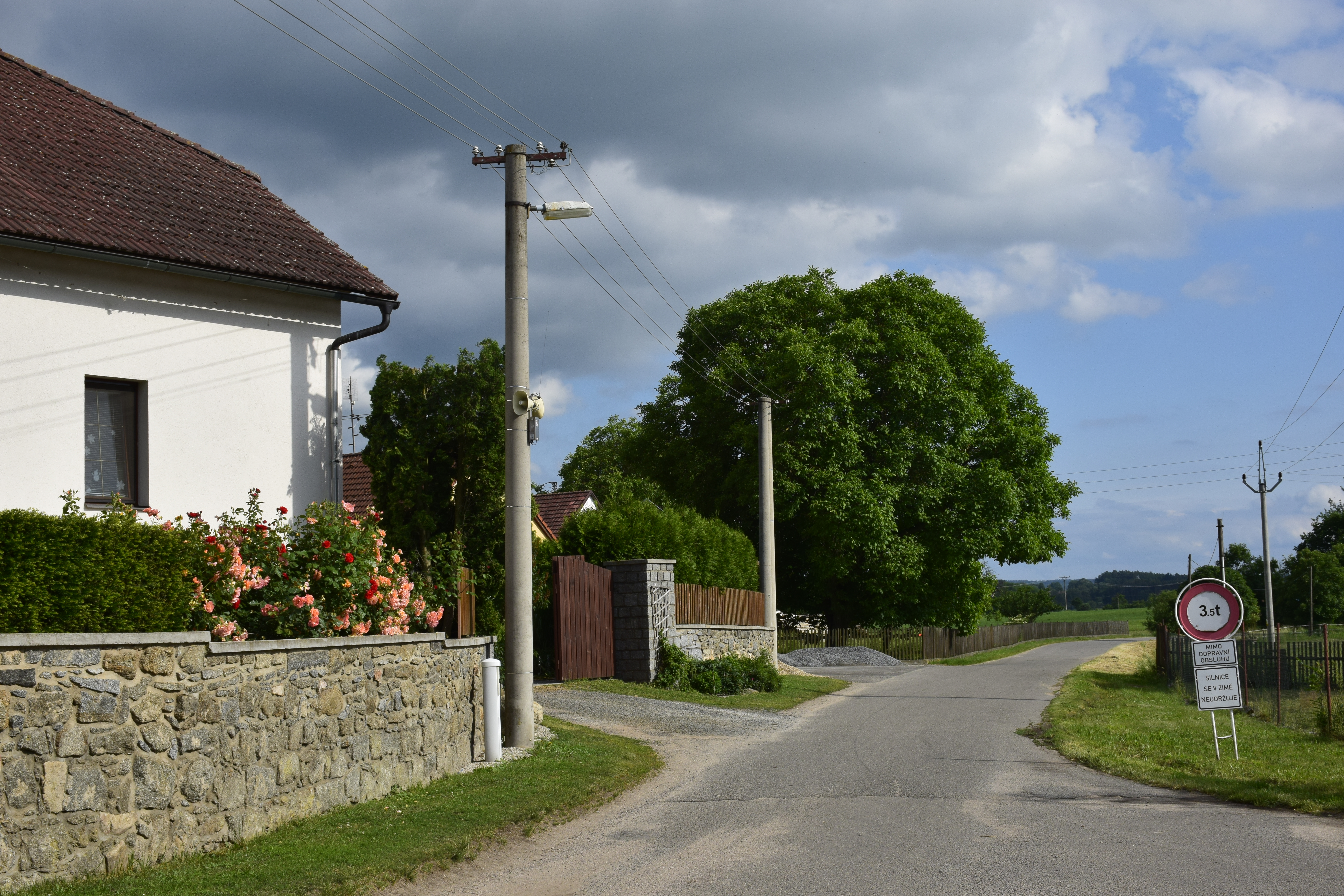
Cesta